# 伯宗沃
伯宗沃（法語：Bezonvaux，法語發音：[bəzɔ̃vo]）是法国默兹省的一个市镇，位于该省中北部，属于凡尔登区。该市镇总面积9.23平方公里，2021年时的人口为0人，是默兹省第一次世界大战期间被摧毁的九个村庄之一。

## 地理
伯宗沃（49°14'12"N, 5°28'3"E）面积9.23 平方千米，位于法国大東部大區默兹省，该省份为法国西北部内陆省份，北与比利时接壤，西接马恩省和阿登省，南至上马恩省和孚日省，东临默尔特-摩泽尔省。
与伯宗沃接壤的市镇（或旧市镇、城区）包括：奥尔讷、迪耶普苏杜欧蒙、奥恩河畔莫库尔、杜欧蒙-沃。
伯宗沃的时区为UTC+01:00、UTC+02:00（夏令时）。

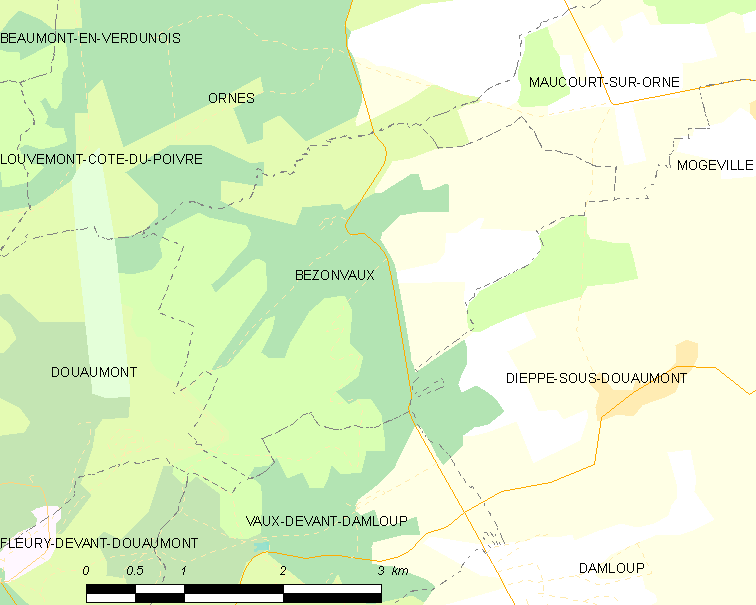
伯宗沃的OSM定位图

## 行政
伯宗沃的邮政编码为55100，INSEE市镇编码为55050。

## 政治
伯宗沃所属的省级选区为默兹河畔贝尔维尔县。

## 人口

1962-2008年间伯宗沃人口变化图示

伯宗沃于2022年1月1日时的人口数量为0人。